# خاطرات روسپیان غمگین من
 خاطره دلب‍رکان غم‍گی‍ن من (به اسپانیایی: Memoria de mis putas tristes) آخرین رمان منتشر شده گابریل گارسیا مارکز است. این اثر در سال ۲۰۰۴ منتشر شد.
کتاب حکایت روزنامه‌نگار پیری است که در نودمین سالگرد تولدش تصمیم می‌گیرد بکارت دختر روسپی چهارده ساله‌ای را زایل کند اما هنگامی که فرد مورد نظر خود را می‌یابد متوجه می‌شود که دختر روسپی بر اثر مواد مخدری که رئیس روسپی‌خانه به او داده است، به خواب رفته و نمی‌تواند از خواب برخیزد.
این اثر برای اولین بار توسط امیرحسین فطانت در خارج از کشور ترجمه و منتشر شد. این کتاب بعدها جهت دریافت اجازه چاپ در ایران تغییر نام داد و با نام «خاطرهٔ دلبرکان غمگین من» منتشر شد.
این اثر توسط کاوه میرعباسی نیز به فارسی ترجمه شده‌است و چاپ اول آن در آبان ماه سال ۱۳۸۶ انتشارات نیلوفر آن را وارد بازار کرد. چاپ اول این کتاب که با حرف و حدیث‌های فراوان همراه بود با استقبال خوبی مواجه شد و ۵۵۰۰ نسخه آن در مدت سه هفته به پایان رسید. به‌تازگی و در پی درخواست ناشر برای کسب مجوز چاپ دوم، وزارت فرهنگ و ارشاد اسلامی این اثر را غیرقابل چاپ عنوان کرد و از صدور مجوز برای این کتاب خودداری کرد.
چاپ و انتشار این کتاب به دستور محمدحسین صفار هرندی وزیر ارشاد وقت در دولت محمود احمدی‌نژاد توقیف شد و در حال حاضر جزو کتاب‌های ممنوعه به شمار می‌رود.

## ترجمه به فارسی
تا کنون سه ترجمه از این کتاب صورت گرفته است یکی توسط کاوه میرعباسی با نام «خاطرهٔ دلبرکان غمگین من» و دومی «خاطرات روسپیان غمگین من» توسط کیومرث پارسای که با این که فقط یک ماه پس از چاپ نسخه اسپانیایی، ترجمه و آماده چاپ بود از سوی وزارت فرهنگ وارشاد اسلامی اجازه چاپ نیافت و دیگری توسط امیرحسین فطانت با نام «خاطرات روسپیان سودازدهٔ من» که ترجمهٔ سوم توسط ناشرش در آمریکا به صورت پی‌دی‌اف به طور رایگان منتشر شده است.
آغاز رمان در ترجمه کاوه میرعباسی
«در سالی که سنم به نود رسید، خواستم شب عاشقانه‌ای دیوانه‌وار بادختر تازه‌سالی باکره به خودم پیشکش کنم. یاد روسا کاربارکاس افتادم، مالک خانه‌ای مخفی که معمولاً وقتی جنس جدیدی در بساطش بود، مشتریان خوبش را خبر می‌کرد.»
آغاز رمان در ترجمه امیرحسین فطانت
«در سالگرد نود سالگی‌ام خواستم شب عشقی دیوانه‌وار را با نوجوانی باکره به خود هدیه دهم. به یاد رُزا کابارکاس افتادم؛ مالک یک خانه مخفی که عادت داشت هر وقت خبر تازه‌ای به دستش می‌رسید آن را به مشتریان خوبش اطلاع دهد.»